# چرامی
چرامی (به ایتالیایی: Cerami) یک کومونه در ایتالیا است که در استان انا واقع شده‌است.

## خصوصیات
چرامی ۹۴ کیلومترمربع مساحت و ۲٬۲۵۸ نفر جمعیت دارد و ۹۷۰ متر بالاتر از سطح دریا واقع شده‌است.